# Setzerei
Die Setzerei ist eine Werkstatt, die als Teil einer Druckerei oder auch als selbständiger Betrieb die Herstellung von Satz ausführt.

## Einrichtung

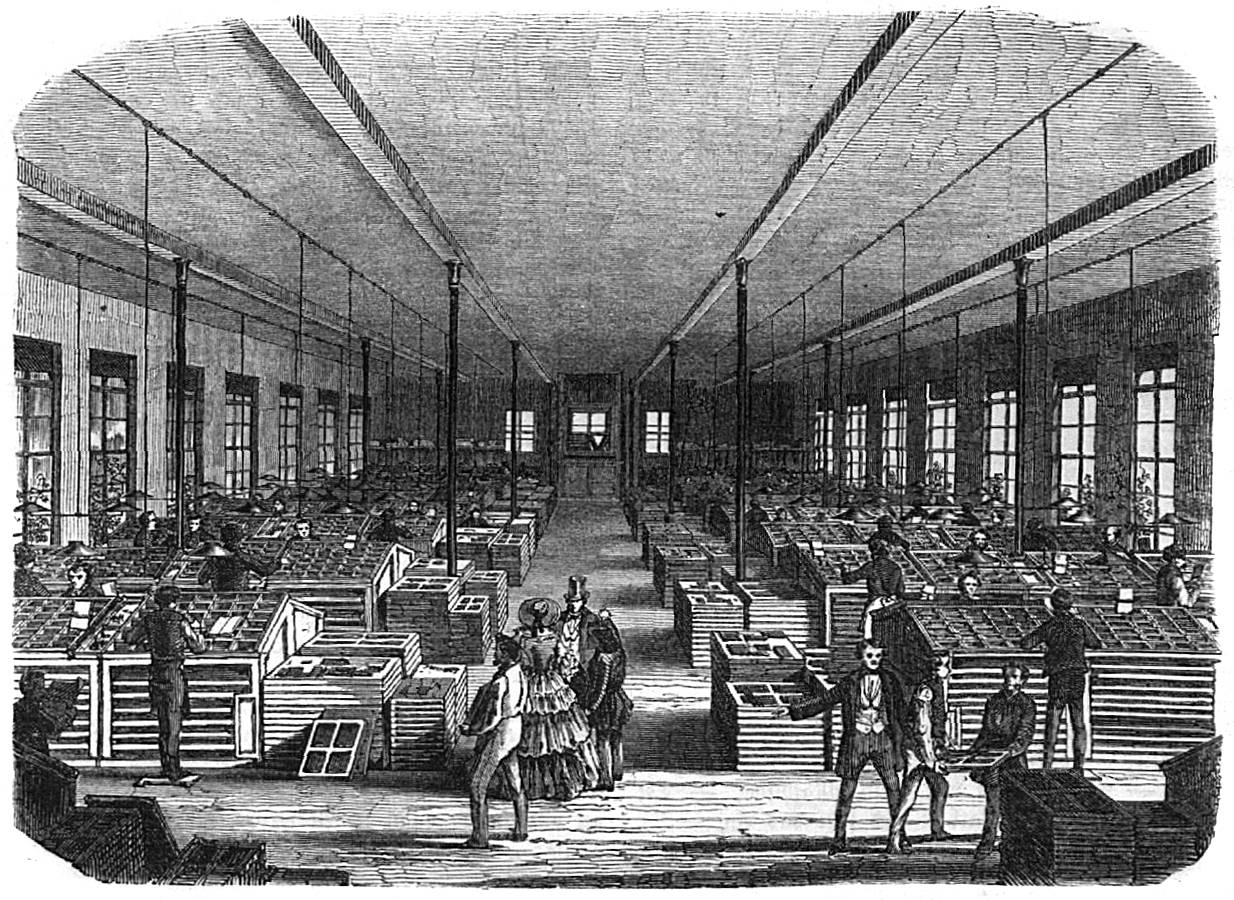
Der Setzersaal, Abbildung aus der Zeitschrift Die Gartenlaube, 1858

Die Setzerei ist der Arbeitsplatz des Schriftsetzers. Der größte Raum der Setzerei ist der Setzersaal oder später der Maschinensaal, in dem sich der Arbeitsplatz des Schriftsetzers befindet. An diesen können noch Lagerräume oder eine Gießerei angeschlossen sein.

## Arbeitsweise
Der Setzer bekommt ein Manuskript geliefert, aus dem durch die Arbeit in der Setzerei eine fertige Vorlage für den Druckvorgang entsteht. Die Druckform kann in verschiedenen Verfahren erzeugt werden.
Die älteste Methode ist der im Handsatzverfahren hergestellte Bleisatz. In der Setzerei lagern auch die dafür benötigten Schriften in sogenannten Setzkästen in Setzregalen. Für den Maschinensatz waren weniger Regale zur Lagerung von Schriften nötig, da die Maschinen den Satz von wiederverwendbaren Matrizen gießen konnten. Das später eingesetzte Verfahren war der Fotosatz, bevor sich mit der Einführung des Desktoppublishings die Art des Herstellungsprozesses deutlich veränderte.

## Historisches
Im Jahr 1998 verschwand in Deutschland das eigenständige Berufsbild des Schriftsetzers, es wurde mit dem des Reprografen vereinigt. Offizielle Bezeichnung war zunächst „Mediengestalter für Digital- und Printmedien“, seit 2007 ist es „Mediengestalter Digital und Print“.
Setzereien waren unter dort Beschäftigten auch bekannt für das endemische Vorkommen der (fiktiven) Bleilaus.

## Verschiedenes
- Das Museum für Druckkunst in Leipzig präsentiert den Bleisatz.